# Essai de cohésion d'un liant bitumineux par la méthode du mouton-pendule
L’essai de cohésion au mouton-pendule est un essai de laboratoire qui permet de déterminer l’aptitude d’un liant hydrocarboné à résister à la rupture dans la masse provoquée par l’arrachement des granulats sous l’influence du trafic.

Schéma de l’essai de cohésion au mouton-pendule

## Description
Le mouton-pendule est constitué d’une masse profilée en acier, fixée à l’extrémité d’un bras en rotation autour d’un axe.
Un cube en acier est collé par un film de liant sur un support également en acier. Le bras est mis en position verticale et est lâché. Il entre en rotation sous l’effet de la gravité et vient frapper le cube. Lors du choc, la cassure du film de liant freine le pendule dans sa remontée après l’impact.
La cohésion est calculée en rapportant l’énergie ainsi opposée par le liant à la surface de rupture.

## Mode opératoire
Un film de liant d’une épaisseur de 1 mm est étalé sur le support sur une surface de 1 cm2 (S). Il est arasé puis monté en température.
La masse du mouton-pendule est de 2 kg (M) et le rayon du bras est de 29,5 cm (R).
L’indicateur de cohésion est donné par la formule suivante :
{\displaystyle \alpha } : angle de remontée du pendule avec le liant

{\displaystyle \alpha }' : angle de remontée du pendule avec le cube seul.

## Variation avec la température
Il peut être recherché pour quel intervalle de température le liant présente une cohésion supérieure à un seuil donné.
Ceci permet ensuite de sélectionner le liant en fonction des conditions climatiques de la région où une application doit être réalisée.

## Performances des différents liants
Ce test est principalement utilisé avec les bitumes modifiés. On peut faire varier la teneur en polymère du bitume et on obtient une courbe du type de celle-ci-contre. Avec une forte augmentation des polymères SBS (Styrène Butadiène Styrène), on constate que l’on augmente d’autant la cohésion du liant.

Courbes de cohésion de différents bitumes modifiés

## Normalisation
L’essai de cohésion au mouton-pendule est normalisé en Europe sous le code EN 13588